# Harry Franks
Harold Franks, detto Harry (Hackney, 2 ottobre 1891 – 1973), è stato un pugile britannico.

## Palmarès

### Olimpiadi
- Bronzo a Anversa 1920 nei pesi mediomassimi.